# Уэджуорт, Энн
Энн Уэджуорт (англ. Ann Wedgeworth; 21 января 1934, Абилин — 16 ноября 2017[…], Нью-Йорк, Нью-Йорк) — американская актриса, лауреат премии «Тони».

## Жизнь и карьера
Уэджуорт родилась в Абилине, штат Техас. В 1957 году окончила Техасский университет в Остине. Она начала свою карьеру на бродвейской сцене в 1958 году. Она получила премию «Тони» за лучшую женскую роль второго плана в пьесе за роль в «Глава вторая» (1978). Несмотря на успех, в полнометражной версии пьесы она была заменена на Валери Харпер.
На телевидении Уэджуорт выступала в мыльных операх «На пороге ночи» и «Другой мир» во второй половине 1960-х. В следующем десятилетии она добилась более широкой известности благодаря ролям второго плана в кинофильмах «Пугало», «Бей в барабан медленно» и «Закон и беспорядок». Она дважды отмечалась премией Национального общества кинокритиков за лучшую женскую роль второго плана; за выступления в фильмах «Обращаться с осторожностью» (1977) и «Сладкие грёзы» (1985). Уэджуорт также появилась в ряде других фильмов, среди которых можно выделить «Стальные магнолии» (1989), «Несдержанные обещания» (1991) и «Весь огромный мир» (1996).
В 1979 году, после получения «Тони», Уэджуорт была приглашена на регулярную роль в ситком ABC «Трое — это компания». Она была уволена из шоу после трёх месяцев участия. В последующее десятилетие она играла основную роль в недолго просуществовавшем ситкоме CBS «Неприлично богатые», который был закрыт после двух сезонов в 1983 году, а также снималась в различных телефильмах. С 1990 по 1994 год снималась в ситкоме CBS «Вечерняя тень».
С 1955 по 1961 год Уэджуорт была замужем за актёром Рипом Торном. С 1970 года она была замужем за преподавателем актёрского мастерства Эрни Мартином. У Уэджуорт две дочери от обоих браков.

## Фильмография
- Энди (1965)
- Пугало (1973)
- Бей в барабан медленно (1973)
- Закон и беспорядок (1974)
- Убийство в Катамаунте (1975)
- Birch Interval (1976)
- Стрекоза (1976)
- Воришки (1977)
- Обращаться с осторожностью (1977)
- Только большое чувство (1984)
- Мой научный проект (1985)
- Сладкие грёзы (1985)
- Мужской клуб (1986)
- Тигриная история (1987)
- Сделано в раю (1987)
- Далеко на севере (1988)
- Мисс Фейерверк (1989)
- Стальные магнолии (1989)
- Вид на жительство (1990)
- Несдержанные обещания (1991)
- Любовь и 45-й калибр (1994)
- Весь огромный мир (1996)
- Луна охотника (1999)
- Ястреб умирает (2006)